# Max Bertolani
Max Bertolani, all'anagrafe Massimiliano Bertolani (Aviano, 11 agosto 1964), è un giocatore di football americano, personaggio televisivo e attore italiano.

## Biografia

### Carriera nel football americano
Esordisce nel football americano nel 1984, vestendo la maglia dei Rhinos Milano; passa successivamente ai Flyers Segrate, ai Pharaones Milano, ai Pythons Milano, di nuovo ai Rhinos Milano (dopo la fusione delle due compagini precedenti), ai Frogs Legnano, ai Gladiatori Roma, una terza volta ai Rhinos Milano, di nuovo ai Gladiatori Roma, ai Lions Bergamo e ai Seamen Milano. Gioca anche nella nazionale che nel 1993 e 1995 diviene vicecampione d'Europa.
Nel 2008 fonda la Football Academy Gladiatori, prima scuola di Flag e Football americano in Italia. Crea un settore giovanile di flag football under 13, 15 e 17 sino alla sezione senior di tackle football a 9 e 8 col nome di Italian Football Academy Milano. Nel 2016 stabilisce una collaborazione tra la Football Academy con i Seamen Milano.

### Carriera nel mondo dello spettacolo
La sua carriera televisiva comincia nel 2002, come presenza fissa nel programma La sai l'ultima?, condotto da Natalia Estrada e Claudio Lippi su Canale 5. L'anno successivo diventa "tronista" nel programma Uomini e donne, condotto da Maria De Filippi ed è ospite fisso nel programma Beato tra le donne, condotto da Massimo Giletti su Rai Uno. Nel 2003 partecipa come coprotagonista nella sit-com della Premiata Ditta Finché c'è ditta c'è speranza.
Nel 2004 è ospite fisso nel programma Estate sul Due ed è conduttore del programma Sport caffè trasmesso sul canale sardo Nova Televisione. Nel 2005 partecipa al programma On The Road sulle reti del gruppo Mediaset, e al programma Modeland su All Music. Inoltre ha condotto un programma sportivo dal titolo Touch Down Life Style, su Play TV.
Nel 2006 recita in un piccolo ruolo nella soap opera Vivere e conduce un programma d'informazione, di benessere e sport dal titolo Touchdown&SportLife trasmesso su Play TV. Nel 2007 è opinionista fisso nella trasmissione L'Italia sul Due.
Nel 2008 partecipa ad alcune puntate delle sit-com Piloti e di Così fan tutte (serie televisiva), conduce nuovamente la trasmissione Touchdown&SportLife per Sky ed è opinionista nel programma in prima serata Il bivio - Cosa sarebbe successo se.... Nel 2009 è stato conduttore e autore della rubrica sportiva In forma con Max nell'ambito della trasmissione TantaSalute su Telelombardia. Scelto dal regista Luciano Capponi, partecipa come coprotagonista al film Butterfly Zone - Il senso della farfalla.
Nella stagione 2010 - 2011 ha partecipato al film BackWard quando il calcio era uno sport..., testimonial per uno spot di Giorno & Notte e infine guest star nella serie televisiva Camera Café su Italia 1.
Nel 2012 partecipa alla nona edizione dell'Isola dei famosi dove si classifica quarto, venendo eliminato con il 68% dei voti. Successivamente, partecipa al reality di LA7 Perdo peso e torno in forma al fianco di Katia Follesa.
Nel 2013, viene scelto come "tutor sportivo" nella trasmissione Detto fatto.